# 大島直政
大島 直政（おおしま なおまさ、1942年11月13日- 1995年4月15日）は、日本のトルコ文化・トルコ語研究者。

## 人物
東京生まれ。1967年慶應義塾大学社会学科卒業。在学中に1年間トルコに行く。文藝春秋に入社。退社後トルコへ行き、帰国後、トルコ関係の著書に専念。日本トルコ協会トルコ語講師。

## 著書
- 『遠くて近い国 トルコ』中公新書 1968
- 『トルコという国 男性気質の軌跡』番町書房 1972
- 『遊牧民族の知恵 トルコの諺』講談社現代新書 1979
- 『アナトリア歴史紀行 東西文明の接点・四千年』自由国民社 1981
- 『イスラムからの発想』講談社現代新書 1981
- 『ケマル・パシャ伝』新潮社・新潮選書 1984
- 『トルコ歴史紀行 文明の十字路・4000年のドラマ』自由国民社 1986
- 『複合民族国家キプロスの悲劇』新潮選書 1986

共著・編著
- 『ユーラシアシルクロード 5　オリエントから永遠の都へ』加藤久晴共著、日本テレビ放送網 1983
- 『中東のあらし　物語世界史11』学研 1983
- 『エクスプレス トルコ語』白水社 1988、新版2004
- 『トルコ ブルーガイド・ワールド』小田陽一共著、実業之日本社 1992、新版1998

## 参考記事
- 「イスラムからの発想」著者紹介